# Богданово (Вологодская область)
Богданово — деревня в Грязовецком районе Вологодской области.
Входит в состав Вохтожского муниципального образования, с точки зрения административно-территориального деления — в Вохтогский сельсовет. До 2004 года входила в состав Демьяновского сельсовета.
Расстояние до районного центра Грязовца по автодороге — 72 км, до центра муниципального образования Вохтоги по прямой — 11 км. Ближайшие населённые пункты — Демьяново, Меленка, Муниково.
По переписи 2002 года население — 6 человек.